# Anna királynő bosszúja
Az Anna királynő bosszúja (Queen Anne’s Revenge) Feketeszakáll angol kalóz zászlóshajója volt 1717 novembere és 1718 júniusa között.
Az 1710-ben épített vitorlás első ismert tulajdonosa egy francia kereskedő, Rene Montaudoin volt. Ez idő alatt az akkor La Concorde de Nantes nevű hajó három rabszolgákat szállító utat is teljesített a franciaországi Nantes, Nyugat-Afrika és a Karib-térség között. Az utolsó, harmadik útja során azonban 1717 novemberének végén, úti célja elérése előtt nem sokkal Feketeszakáll megtámadta és elfoglalta. A kalózok megtartották, átalakították és Anna királynő bosszújára keresztelték át, melynek hajónaplóját később maga a kalózvezér vezette. A vitorlás Feketeszakáll zászlóshajója volt egészen 1718 júniusáig, amikor egy homokdűnén zátonyra futott az akkori Topsail-öböl (ma Beaufort-öböl) bejáratánál. A balesetben olyan súlyosan megrongálódott, hogy a kalózok hátrahagyták. Egyes feljegyzések szerint a hajó elsüllyesztését Feketeszakáll előre eltervezte.
1996 végén a Beaufort-öbölben végzett kutatás során egy hajóroncsra bukkantak, amelyről 2011-ben hivatalosan is bejelentették, hogy az az Anna királynő bosszúja. A roncsot már megtalálása óta jelentős nemzetközi érdeklődés övezi, 2011-ben egy felszínre hozott ágyú okán került a média figyelmének középpontjába. A felfedezése óta tartó feltárás során a tengerfenékről megszámlálhatatlan hajótartozékot, személyes tárgyat, hajózási és egyéb eszközt emeltek a felszínre. Mivel elsüllyedésekor az Anna királynő bosszúja jól fel volt fegyverezve, a kutatók sok ágyút és lövedéket találtak, valamint néhány, a legénység tagjai által használt kézifegyver maradványait is azonosították. A legfontosabb leletek közé tartozik egy harang és egy horgony is.
A roncs 2004-ben bekerült az amerikai Nemzeti Történelmi Helyek Nyilvántartásába (National Register of Historic Places).

## Technikai jellemzői
Az Anna királynő bosszúja egy háromárbócos könnyű fregatt volt, hossza 100 lábnál (30,40 méter), szélessége pedig 28 lábnál (8,53 méter) nem lehetett több. Súlyát a források 200 és 300 tonna közé helyezik.
Az „Anna királynő háborújá”-nak befejezését követően Montaudoin felfegyverzett privateerból kereskedőhajóvá alakíttatta át a La Concorde-ot. A békeidők ellenére a hajót továbbra is veszélyeztette a kalóztámadás lehetősége, így a fedélzetén maradtak ágyúk, ám már kevesebb számban. 1717-re a vitorláson már csak 14–16 ágyú volt. Azért, hogy rabszolgák szállítására legyen lehetőség a raktérben, a La Concorde módosítások során eshetett át. Ezek közül a legfontosabb változtatás a két sornyi félfedélzet kialakítása volt, ahová a rabszolgákat elhelyezték. A rabok lázadása esetén a hajótat számított a legbiztonságosabbnak, így itt kapott helyet a hajókonyha, valamint a lőszerraktárat és a kormányállást is innen lehetett elérni, az általánosan megszokott, raktáron keresztülhaladó úttal ellentétben. A legénység és a tisztek is a felső fedélzeten és a hajótatban voltak elszállásolva, az élelmiszerraktár pedig a hajófenékben volt.
Amikor Feketeszakáll elfoglalta a hajót, a kalózvezér 40 ágyút helyezett el fedélzetén, hogy növelje az ex-La Concorde fegyveres erejét.

## Története

### Építése és korai évek
A vitorlás építéséről és kezdeti éveiről kevés dokumentum maradt fenn. Az ekkor még Concord nevű hajót 1710-ben építették Angliában, Franciaországban vagy Hollandiában. Hamarosan egy francia kereskedő, Rene Montaudouin kezére került. Montaudoin 26 ágyúval szereltette fel és a La Concorde de Nantes nevet adta neki. Az éppen ekkor folyó „Anna királynő háborúja” alatt Montaudouin partizánhajóként (privateerként) használta. Az első ilyen útjára 1710. július 21. és 1711 novembere között került sor Afrika nyugati partjai mentén egészen a Karib-térség szigeteiig, a megtámadott hajók között pedig egyaránt volt angol, holland és portugál. Az út során a La Concorde kapitánya egy bizonyos Le Roux volt.
A 18. században a Loire tölcsértorkolatánál fekvő kikötőváros, Nantes, a francia rabszolga-kereskedelem központja volt. Ez idő alatt a Montaudoin-család kezében volt a legjelentősebb ezzel foglalkozó vállalat. Az áruval megrakott hajók tavasszal hagyták el a francia várost és Afrika nyugati partjaira hajóztak, ahol megvásárolták a rabszolgákat. Az úti cél az Atlanti-óceán túloldalán fekvő Újvilág volt, amit két hónapnyi utazás után értek el. A rabszolgákat általában a francia szigeteken, Guadeloupe-n, Martinique-on, vagy Saint-Domingue-on (a mai Haiti), adták el, majd megszabadulva az élő rakománytól, általában cukorral megpakolva tértek vissza Franciaországba. A La Concorde Nantes-ből indulva három ehhez hasonló utat is megtett a háborút lezáró utrechti béke aláírását követően. Az elsőre 1713-ban, a másodikra 1715-ben, a harmadik, végsőre, pedig 1717-ben került sor.
Az 1717-ben bekövetkező utolsó francia útjáról és a kalózok általi elfoglalásáról két tisztje, Pierre Dosset kapitány és Francois Ernaut hadnagy hazatérése után tett tanúvallomása számol be. Ezek szerint a La Concorde 1717. március 24-én hagyta el Nantes-t, 16 ágyúval és 75 fős legénységgel. Július 8-án érkezett Judas-ba, vagy Whydah-ba (mai neve Ouidah), Beninben. Itt 516 rabszolgát vettek fel, valamint a kapitány és tisztjei saját maguk számára körülbelül 20 fontnyi (kb. 9 kg) aranyport is a fedélzetre hoztak. A La Concorde-nak nagyjából nyolc hétbe telt átkelni az Atlanti-óceánon, mely út során 61 rabszolga és 16 francia tűnt el.
A vitorlás Martinique-tól mindössze 100 mérföldnyire volt, amikor találkozott Feketeszakáll két szlúpjával. Ernaut állítása szerint az egyik 120 fős legénységű és 12 ágyús volt, a másikon pedig 30 kalóz szolgált és fedélzetén 8 ágyú volt. Mivel a franciák 16 emberüket már elveszítették, ráadásul 36-an súlyos skorbutban és vérhasban szenvedtek, nem tudtak védekezni. A kalózok két sortüzet is leadtak a La Concorde-ra, és Dosset kapitány hamar feladta a hajót.

### Feketeszakáll irányítása alatt
A kalózok Bequilára vitték újonnan szerzett hajójukat, ahol kitették a franciákat és a rabszolgákat. Amíg átkutatták a vitorlást, Louis Arot, egy francia hajósinas tájékoztatta őket az aranyporról. Erre megmotozták a tiszteket és a legénységet, és elkobozták az aranyat. Az inas és három francia önként, tíz ember (egy kormányos, három sebész, két ács, két tengerész és a szakács) pedig kényszerből csatlakozott a rablókhoz. Ezek után Feketeszakáll úgy döntött, hogy megtartja a La Concorde-ot, ezért az eredeti legénységének átengedte legkisebb szlúpját, amit a franciák a találó Mauvaise Rencontre-ra (Rossz Találkozás) kereszteltek át. A rabszolgákat végül két részletben ezen az apró vitorláson szállították át Bequilából Martinique-ra.
Feketeszakáll új szerzeményét az Anna királynő bosszúja névre keresztelte, negyven ágyúval szerelte fel, majd miután megtette zászlóshajójának, ő maga vezette hajónaplóját. Bequilát november végén hagyta el és a Karib-tengert járva több hajót is megtámadt. Ezek közül néhányat megtartott, flottája hamarosan több vitorlással is bővült. 1718 májusában blokád alá vonta Charleston (akkor még Charles Town) kikötőjét. A közel egy hétig tartó elzárás során több hajót is megállásra kényszerített, és csak akkor vonult el a kikötő alól, miután a terület kormányzójától megkapta a váltságdíjként követelt gyógyszereket.
A sikeres blokád után Feketeszakáll az észak-karolinai Topsail-öböl (ma Beaufort-öböl) felé hajózott. Nem egészen egy héttel a blokád után a kalózok elérték az öböl bejáratát, ahol az Anna királynő bosszúja és az Adventure, egy kisebb szlúp, is megfeneklett. Az öböl maga elég mély a hajók számára, azonban ennek eléréséhez egy sekély és keskeny bejáraton kellett keresztülhaladni. A szűk csatorna apály idején 3,65 m, dagály idején pedig 4,87 m mély volt. Az átjutás nem tűnt lehetetlennek, az Anna királynő bosszúja azonban mégis több szempontból is hátrányban volt. Felfegyverezve a vízbe merülése legalább 3,65 m lehetett. A legtöbb többletsúly a felső fedélzeten volt, így a hajó súlypontja magasan volt, ami nehezebb kormányozhatóságot okozott. Ráadásul, mivel a vitorlás már több mint egy éve vízen volt, irányíthatóságát az összekoszolódott és szivárgó hajótest is csökkentette. Feketeszakáll elővigyázatosnak bizonyult, mivel a manővert napfényben, feltehetően dagály idején kísérelte meg, azok után, hogy három szlúpja már előtte sikeresen átjutott.
Arról, hogy a zászlóshajó valójában hogyan futott zátonyra, David Harriot és Igniatus Pell, Feketeszakáll embereinek vallomása ír részletesen. Egyik beszámoló sem említ rossz időjárási körülményeket, elromlott műszereket, illetve halálos áldozatokat. Az, hogy a hajóról sikerült az egyes értékeket csónakon megmenteni, szintén arra utal, hogy a tenger nyugodt volt. A beszámolók arra engednek következtetni, hogy a hajófenék egyszerűen az öböl egyik külső zátonyára futott egy mérföldnyire a szárazföldtől, és mivel mindez az öböl külső oldalán történt, a vitorlás ki volt téve a nyílt tenger felől érkező szélnek és hullámoknak. A Feketeszakáll többi hajójáról érkező segítségének köszönhetően senki nem halt meg a balesetben, sőt még néhány értékes tárgyat is ki lehetett menteni a végzetesen megsérült Anna királynő bosszújáról, később azonban már nem tudtak visszatérni a rakományért.
Harriot beszámolójában azt állította, hogy Feketeszakáll szándékosan futtatta homokdűnére a zászlóshajót, illetve az Adventure-t. Az lehetett a célja, hogy ezzel tizedelje meg az ekkorra már több mint 300 főre duzzadt legénységét, ráadásul ezen felül a kalózvezér még néhány embert partra is tett.
Tettei ellenére Feketeszakáll az észak-karolinai Bathban még 1718 nyarán királyi kegyelmet kapott. Nem sokkal később azonban visszatért a kalózkodáshoz, és a virginiai kormányzó, Alexander Spotswood által toborzott katonák egy véres csata során megölték 1718. november 22-én.

## AzAnna királynő bosszújának roncsai

### Felfedezése
1988-ban az Intersal Inc., egy kalózok nyomai után kutató társaság, engedélyt kapott az Észak-karolinai Vízalatti Régészeti Vállalattól (North Carolina Underwater Archaeology Branch, UAB), hogy felkutassák az Anna királynő bosszúja és az Adventure roncsait a Beaufort-öbölben. Az engedély egy szintén ezen a területen 1750-ben elsüllyedt spanyol hajó, az El Salvador keresésére is kiterjedt. Az első nyolc évben az Intersal csak szakaszosan, és kevés eredménnyel dolgozott az öbölben. 1996 novemberében csatlakozott a csoporthoz Mike Daniel kutató, hogy irányítsa a terepen történő keresést. A történelmi dokumentumok átvizsgálása után Daniel kijelölt egy olyan területet, amely véleménye szerint a 18. század elején az öböl bejárata lehetett. A meghatározott részt átkutatva az Intersal munkatársai számos korabeli tárgyra bukkantak a tengerfenéken, többek között egy mordályra és egy 1705-ből származó bronzharangra. A felszínre hozott leletek megvizsgálása után a régészek megállapodtak abban, hogy azok az Anna királynő bosszúja elsüllyedésének helyszínéről származhatnak. A felfedezés hónapokon keresztül titokban maradt, míg végül 1997-ben nyilvánosságra hozták. A komolyabb munkálatok, valamint Feketeszakáll másik itt elsüllyedt hajója, az Adventure utáni kutatás is ekkor, 1997 végén kezdődött meg.
A kutatások kimutatták, hogy a maradványok nagyjából 7,62 m (25 láb) mélyen, körülbelül 27–61 m (90–200 láb) hosszan terülnek el, észak–dél irányba. A roncs helyzetéből arra lehet következtetni, hogy a hajó orral a tengerfenék felé süllyedt el, és merülése közben a bal oldala felé megdőlt, aminek köszönhetően a fedélzetén tárolt rakománya és ágyúi a tengerbe zuhantak. Egy déli irányban 128 m-nyire (420 lábnyira) talált horgony arra enged következtetni, hogy a vitorlást megpróbálták biztonságos helyre vontatni.
Mivel a La Concorde eredetileg francia rabszolgaszállító volt, a kutatók ebből kiindulva próbáltak közvetlen bizonyító erővel rendelkező leletek után kutatni. Közvetett bizonyítéknak számított azonban több dolog is: az addig feltárt tárgyak – többek között 3 horgony, harang, tányérok, edények, sörétekkel teli zacskó, vaskarikák, üvegdarabok, kőnehezékek – a megfelelő időből (18. század eleje) származtak, a hajó feltűnően jól felfegyverzett volt (több ágyút és ágyúgolyót is találtak a tengerfenéken, melyek különböző típusúak voltak), a roncs helyzete pedig arra utalt, hogy a vitorlás pusztulását zátonyra futás okozta, ami után legénysége sorsára hagyta. A területen ráadásul nem ismert más hajómaradvány, amely esetleg szintén azonos lehetne az Anna királynő bosszújával. A roncs kalózhajó kilétét erősíti az is, hogy az ágyúk nem egységesek, hanem különböző méretűek, és legalább két országból származnak. 1998-ban, egy évvel a roncsok megtalálásának bejelentése után a kutatók 95% esélyt adtak annak, hogy valóban Feketeszakáll zászlóshajóját fedezték fel. Konkrét, és mindent eldöntő bizonyíték azonban még 2005-ben sem állt rendelkezésükre, hogy hivatalosan is megerősíthessék feltételezésüket.
2004-ben a hajóroncs bekerült az amerikai Nemzeti Történelmi Helyek Nyilvántartásába (National Register of Historic Places).

### Azonosítása
2011-ben hivatalosan is bejelentették, hogy az Észak-Karolina partjai mellett 1996-ban talált hajóroncs valóban az Anna királynő bosszúja. Az erre szolgáló két legfontosabb bizonyíték a kutatók számára a vitorlás nagysága és a jól felfegyverzett mivolta volt. Claire Aubel, az Észak-karolinai Tengerészeti Múzeum sajtókoordinátora szerint a környéken nem ismert más ilyen méretű hajóroncs a megfelelő időből és a feltárt fegyverek alapján csak kalózhajóról lehet szó. A leletek között számos olyan tárgy volt, mely bizonyíthatja az egyezést:
- Felszínre hoztak néhány gyógyszerészeti súlyt, ami arra enged következtetni, hogy a hajón szolgált sebész. A La Concorde fedélzetén valóban volt orvos, akit Feketeszakáll erőszakkal rávett, hogy csatlakozzon legénységéhez.[14] A súlyokat a francia királyi szimbólum, fehér liliom (fleur-de-lis) díszíti.[15]
- A sörétek között kis mennyiségű aranyat találtak. A tudósok szerint a franciák a söréteshordókba rejthették az értékes fémet Feketeszakáll emberei elől.[14]
- Egy harang, melyen az 1705-ös dátum olvasható.[14]

Az, hogy a hajóról 15 évig csak úgy beszéltek, mint Feketeszakáll lehetséges zászlóshajója, valójában a tudósok alaposságának köszönhető, nem pedig a bizonytalanságnak. Erik Goldstein kurátor ezt az óvatosságot azzal magyarázta, hogy „Egy ásatás kezdetén, hacsak nem találod meg egy hajónak a nevével ellátott harangját, egy kis időbe telik, hogy a darabok egymás mellé kerüljenek és összegyűljön egy dokumentációs bizonyíték. Jó, és felelősségteljes viselkedés volt tőlük.”
A bejelentés időpontját azért is ekkorra határozták meg, mert a Tengerészeti Múzeum kiállítást nyitott a hajóroncsból felhozott tárgyakból, és csak akkor utalhattak Feketeszakállra és az Anna királynő bosszújára, ha azt a kiállítás megnyitása előtt valóban hivatalosan is megerősítik. A kiállítás júniusi megnyitója rekordszámú látogatót vonzott a múzeumba.

### A feltárás folyamata
Az Anna királynő bosszújának feltárása 1997-ben kezdődött, és azóta is folyamatosan tart. A régészek felkutatják, feltárják és dokumentálják a felfedezett archeológiai objektumokat. A helyszíni feltárás általában az év vége felé történik, az időjárás ekkor a legkedvezőbb a munkához, azonban ha szükséges, néha késő tavasszal is vissza kell térni a roncshoz. Egy-egy ilyen ásatási időszak néhány napig vagy hétig tart, 2007-ben a kutatóknak a rekordnak számító 12 hétig sikerült a helyszínen maradniuk. Minden expedíció után a kutatást irányító régészek összegzik az eredményeket, a felhozott tárgyakról pedig megfelelően gondoskodnak.
A tengerfenéken töltött több évszázad miatt a leleteket vastag réteg rozsda és egyéb, sós víz okozta lerakódás fedi. Néhány tárgy jól beazonosítható, de a legtöbb egy tömeggé nőtt össze. Az ilyen nagyobb tömbök egyes elemeit röntgensugárzás segítségével lehet elkülöníteni. A felhozott leleteket kezdetben vízben tárolják, hogy megelőzzék az állagromlást. Ezek után megtisztítják, elvonják a sót, megszilárdítják, megszárítják és elemzik őket, majd a tárgyak múzeumba kerülnek.

### A roncsból feltárt tárgyak
A feltárási munkálatok során az Anna királynő bosszújáról több tízezer tárgyi leletet hoztak felszínre, melyek többsége már előzetes elemzésen is átesett. Ezen tárgyak nagy segítséget nyújtanak a 18. századi tengerész- és kalózkultúrát, hajózási technológiát, a tengerészek életmódját, az amerikai gyarmatosítást és rabszolga-kereskedelmet kutató tudósok számára. A leltár tartalmaz hajóalkatrészeket, felszereléseket, fegyvereket, tudományos, hajózási és gyógyászati eszközöket, személyes holmikat, valamint az étel feldolgozására és raktározására szolgáló tárgyakat.

#### Fegyverek és hadi felszerelés
Ebbe a kategóriába tartoznak a tüzérségi leletek, a lőszer és kézifegyverek. A tüzérség által használt tárgyak közül ágyúk, azok felszerelései, mint például a gyújtólyuk takarója, és az elzáró, valamint kézigránátok kerültek elő. Néhány ágyú egy angol Sixth-Rate típusú hajóról származhatott, húsz darab pedig megegyezett a francia könnyű fregatton használtakkal. Az ilyen hajókon a fő fedélzeten voltak elhelyezve a hat font súlyú ágyúk, valamint 3–4 fontosakat állítottak a tatfedélzetre. Az ágyúk típusa önmagában azonban kevés ahhoz, hogy biztosan azt lehessen állítani, hogy a roncs egy angol Sixth-Rate vagy egy francia könnyű fregatt lett volna. 2008-ig tíz ágyút hoztak fel, amelyből ötöt megtisztítottak és elemeztek is, 2011 végéig pedig további két ágyút sikerült felszínre hozni. 2013-ig a 30 felfedezett ágyúból összesen 22-t sikerült kiemelni a vízből. Az ágyúk közül több meg volt töltve, ami a legénység felkészültségére utal.
A lőszerek közül negyvenkét ágyúgolyó, gránát és több ezer sörét került elő, utóbbit feltehetően egyaránt használták ágyúk és kézi fegyverek megtöltésére. Az Anna királynő bosszújában talált gránátok megegyeznek egy 1717-ben elsüllyedt, Whydah Galley nevű kalózhajó roncsaiból feltárt gránátokkal.
Számos kézifegyver darabjait hozták fel a roncsból, melyek között van puskacső, gyújtószerkezetek és rengeteg kovakő. Pengéket, vágófegyvereket egyelőre nem találtak. Előkerült azonban egy 17. század végéről vagy a 18. századból származó mordálycső, valamint egy kovás puska zárvázata is. A zár biztosított helyzetben van. Az egyik ágyúval és több törmelékkel egy tömbben kígyó motívummal díszített bronzlemezt találtak. Az ilyen dekorációk a 18. századi lőfegyvereken voltak nagyon gyakoriak.

#### Hajóballaszt
A hajófenékben különböző formájú folyami köveket tároltak a megfelelő egyensúly kialakításának érdekében. A fából készült vitorlások természetüknél fogva úszóképesek, de az árbócok miatt a súlypontjuk rendkívül magasra kerül. Ezért tonnányi ballasztkövet adtak vagy vettek el a hajófenékből, annak megfelelően, hogy mennyi rakományt vagy ellátmányt szállítottak. Néha ilyen célra ágyúkat és horgonyokat is használtak. Az Anna királynő bosszújáról felhozott nehezékeket geológusok tanulmányozták. A leggyakoribb kőzetfajták a bazalt, vulkanikus kőzetek, gabbró, kvarc, mészkő, és gránit voltak. A homokkövet ritkán használják nehezékként a hajókban, a roncs helyszínén azonban mégis rengeteg ilyen anyagra bukkantak. A tudósok ezt azzal magyarázzák, hogy a kő nemrég keletkezhetett a tengerfenék homokjának cementálásából, mely folyamatot a hajóval elsüllyedő vas anyagú tárgyak korróziója idézett elő.

#### A hajótest szerkezeti részletei
A hajótest egy kb. 9,45 m x 2,75 m (31 láb x 9 láb) nagyságú darabját a kutatók 2000 tavaszán sikeresen kiemelték a tengerből. A védelmet szolgáló deszkaburkolattal bevont szerkezeti részlet számos töredékre repedt szét. A mai napig nem bukkantak olyan nyomra vagy leletre, mely segítségével megállapítható lenne, hogy a feltárt darab a hajótest mely részén volt pontosan. Csupán annyi határozható meg – a védőburkolatnak köszönhetően –, hogy a darab valaha a hajó vízvonala alatt volt. A szilánkok növénytani vizsgálata fényt derített arra, hogy a hajótörzset alkotó faanyag a tölgy vagy fehér tölgy, amely az Északnyugat-Európában épült hajókra jellemző. A feltárási területen rengeteg helyen is megfigyelt védőburkolatként használt deszkák fenyőfélékből készültek, legvalószínűbb a vörösfenyő.
Annak ellenére, hogy a hajótest rendkívül rossz állapotban van, a fartőke gerenda alsó részét megtalálták és a felszínre hozták. A feltárt darab egykor a kormánylapátot tartotta. Elég rossz állapotban van, mégis számos jellegzetessége megmaradt, többek között az alsó csapszeg, ami a kormányt tartotta, két merülési jel, rajtuk a „VI” mélységi jellel, és a palánknak kialakított horony. A fartőkéhez még a hajótest pallójának számos darabja és védőburkolata kapcsolódik.
Mind vasból, mind fából készült szögek is kerültek elő a roncsból, amelyek feladata a hajótörzs gerendáinak egymáshoz rögzítése volt. Rengeteg vasszöget találtak egy koncentrált területen, ami arra enged következtetni, hogy azokat egy fahordóban vagy fadobozban tárolták, ami mára már elkorhadt. A majdnem hétszáz darabos készlet kb. 5 cm (2,25 hüvelyk) hosszú, rózsafejű, kör keresztmetszetű szögekből áll, melyeket javításokhoz, illetve feltehetően repeszként is használtak. A talált faszegek átmérője 2,54 cm (1 hüvelyk). A mai napig nem találtak olyan faszeget, mely ékelve lett volna. Soknak a hajó külsejénél látható végén szerszámnyom van. Növénytani elemzések kimutatták, hogy a faszegek anyaga tölgy vagy fehér tölgy.
Nagy számban találtak perforált szíjakat. Ezeket belső javításokkor használták a lékek ideiglenes tömítésére, néhányukon szőr és kátrány nyomai is fellelhetőek. Az, hogy a roncsban a hajóorrtól egészen a tatig rengeteg helyen tártak fel ilyeneket, arra utalhat, hogy azokat még a vitorlás elsüllyedése előtt szögelhették a helyükre. A felhasznált szőrt elemezve kiderítették, hogy az valaha szarvasmarháé lehetett.

#### A hajó tartozékai és berendezései
A hajóból két harangot hoztak felszínre. Segítségükkel parancsokat adtak, jelezték a manővereket, és más hajókkal kommunikáltak. A nagyobb harang a roncs középső részéből került elő, és alján az 1705, tetején pedig a római katolikus könyörgés, az IHS MARIA [Iesus Hominum Salvator] felirat olvasható. Ez a lelet az egyik döntő bizonyíték volt, amely segített a tudósoknak megállapítani a hajó kilétét. A harang 21 fontot nyom, alsó átmérője 21 cm (8,27 hüvelyk), teljes magassága pedig 32,5 cm (12,4 hüvelyk). A kisebb harangot a hajó hátsó részében találták, felületén semmilyen felirat nem látható, súlya 6,64 kg. Nincs bizonyítva, hogy ezek a harangok valóban a hajó berendezései lettek volna, hiszen személyes tárgyak vagy a rakomány részei is lehettek.
Összesen négy horgonyt és egy kisebb csáklyát találtak. A horgonyok közül az egyik 15,24 m-nyire (50 lábnyira) feküdt a roncstól északi irányban, egy másik pedig a hajótól kb. 128 m-nyire (420 lábnyira) délre. A roncsban talált további hajófelszerelések között vannak szűrődarabok (ennek segítségével védték a hajó legalsó részeiből a vizet kiszivattyúzó berendezést az eltömődéstől), kampók, vasszegek, valamint a vitorlázat és a kötélzet darabjai.

#### Szerszámok, eszközök és műszerek
Az ebbe a kategóriába eső tárgyak mindegyike olyan tevékenységekhez kötődik, amelyeket az adott korban egy felfegyverzett vitorláson végeztek. Ide tartozik az ácsmesterség (véső), az ágyúk karbantartása és javítása, orvoslás (súlyok, gyógyszerészeti edény, fecskendő), kormányzás (körző, mérőléc), árbócmesterség (kampó, tű), valamint több, konkrét foglalkozáshoz nem köthető tárgyra bukkantak (lábbilincsek, csövek és vezetékek). A feltárási terület egyik érdekes tárgyának tartják azt az emelőszerkezetet, amit a hajón dolgozó ácsok használhattak. A röntgenfelvételeken jól láthatóak a belső működtető szerkezetek. Egy érme is előkerült, amelyet mérésre használtak: súlya egy guinea (21 schilling) arany súlyának felelt meg. Rézötvözetből készült, egyik oldalán Anna brit királynő képe látható az ANNA DEI GRATIA felirattal, hátoldalán pedig egy korona van és az 1 GUINEA W felirat olvasható.
Annak ellenére, hogy semmilyen szúró- vagy vágófegyver nem került elő eddig, a régészek egy téglalap alakú köszörűkövet és két csiszolókövet találtak. Utóbbiak közül az egyik teljes egészében megmaradt, a másik azonban csak negyedkör alakú. Elképzelhető, hogy már régebben tört el, és csak a hajóballaszt része volt. Mindhárom kövön jelentős használat nyomai láthatóak.
A navigáció során használt több tárgyat is találtak, a legtöbbet különböző méretű hangmérő eszközökből, amik segítségével a tengerfenéket térképezték fel. Egy, a térképek olvasásához elengedhetetlen körzőt is találtak, mely majdnem minden részletében megegyezik a Whydah Galley nevű kalózhajó roncsaiból származóval. A körző végére erősített tű ugyan már nincs meg, de az eszköz remek állapotban maradt meg, és szárai a mai napig forgathatóak. Számos paladarabot találtak, melyeken egyenes vonalak láthatóak, feltehetően jegyzetelésre és számolásra használhatták őket, számok és betűk azonban nincsenek rajtuk.
Az élet egy korabeli hajón veszélyes volt, a sérülések és betegségek mindennaposak voltak. Ezt jól mutatja, hogy amikor Feketeszakáll elfoglalta az Anna királynő bosszúját, a fedélzeten szolgáló orvost legénységébe sorozta. A roncsból felhoztak néhány orvosi műszert, melyek közül a fecskendő és a kenőcsöt tartalmazó tárolóedények francia eredetűek. A fecskendőt nemi betegségek gyógyítására használták. A belsejének tartalmát elemezve a kutatók higany alacsony koncentrációját mutatták ki, amit az ilyen betegségek gyógyításához használtak.

#### Élelmezés
Az élelmezés során használt tárgyak közül az ételkészítéshez és a fogyasztáshoz használt eszközöket találtak. A hajókonyha tűzhelyének egy darabja, valamint kis mennyiségű fűtőanyag is előkerült. Az evőeszközökön belül kerámiatálakat és -kancsókat, üvegpalackokat és ónedényeket találtak. Azt nem tudni, hogy ezek személyes tulajdonok voltak, vagy közösségi étkezésekkor használták őket. Az evőeszközöknek azonban csak egy része lehetett ónból, kerámiából vagy üvegből, abban a korban ugyanis hajókon a faevőeszközök használata volt általános. Ezek viszont aligha kerülnek elő, ugyanis a víz alatt töltött évek alatt elkorhadtak. Ónedényekből 2011 közepéig összesen 15-öt találtak, valamennyi Londonban készült a 17. század végén és a 18. század elején. A leletekre a hajótat körül találtak, ahol a tisztek és a kapitány a kor szokása szerint étkezni szoktak, és mivel tőlük nem lenne szokatlan az ónedények használata, feltételezhető, hogy a tárgyak nem rakomány vagy selejt voltak, hanem a magasabb rangú legénység evőeszközei. Egy szintén ónból készült kanalat is találtak, ezt azonban a lövedékek körül, így feltételezhető, hogy nem evéshez, hanem inkább a puskapor mérésére használták.
A roncsból előkerülő kékes-zöldes színű üvegdarabokról a kutatások kimutatták, hogy az ilyen fajta üveget (zöld üveg, verre vert) úgynevezett petites verreries-ekben, kis üveges műhelyekben gyártották Franciaországban a 18. században. Az Anna királynő bosszúján felfedezett zöld üvegeknek kékes színezetük van, ami arra utal, hogy fa tüzelésű kohókban gyártották a dél-franciaországi Languedoc-ban, Gresigne erdős területein. A kerámiaanyagú edények, korsók, és tányérok elemzése kimutatta, hogy némelyik Franciaországban, Olaszországban vagy Németországban készült.
A roncs területén szétszóródva 2011 közepéig összesen 62 csontdarab került elő. A leletek rossz állapotban maradtak fenn, feltehetően a sós víz miatt sok helyen sötétbarna, fekete elszíneződések láthatóak. A kutatók eddig sertés-, marha-, madár- és halcsontokat azonosítottak. A sertés- és marhacsontok vizsgálatai kimutatták, hogy az állatokat fiatalon, 10–12 hónapos koruk előtt vágták le. A legtöbb darab (28) sertéshez tartozik, az előkerült madármaradványok alapján a pontos madárfajtát eddig nem sikerült megállapítani, míg a halak közül egy – feltehetően – tokfélék családjába tartozó egyed csigolyája került elő.
A roncsból eddig 22 széndarabot és 8 salakdarabot hoztak a felszínre. Teljes kivizsgálásuk még nem történt meg, és eddig még azt sem sikerült megállapítani, hogy a leletek valóban az Anna királynő bosszújáról származnak-e, mint a főzés vagy fűtés tüzelőanyaga. Ennek meghatározása azért bír nagy jelentőséggel, mert a terület az amerikai polgárháború idején a gőzhajók jelentős üzemanyag állomása volt, és lehet, hogy a szén és salak így került a roncsra.

#### Tárolás
Az italokat (bor, sör, rum vagy víz), olajokat vagy ecetet a kornak megfelelően kerámiából, üvegből, bőrből vagy fából készült tárolókban raktározták. A szilárd vagy folyékony ételeket is ehhez hasonlóan, fa-, kerámia- vagy üvegtartályokban tárolták.
A 20. századig általános volt, hogy fahordókat használjanak akár az élelmiszerek, akár a rakomány tárolására. Az Anna királynő bosszúja fedélzetéről több vaskarikadarab, hordódonga és hordófej került elő. Több teljesen megmaradt vaskarika is fennmaradt, ám ezek több anyaggal együtt összecementálódtak a víz alatt. Teljes hordót eddig nem találtak, a hordókból származó darabok mégis a roncsból felhozott leletek jelentős hányadát teszik ki.

#### Személyes tárgyak
A szemtanúk beszámolói alapján az Anna királynő bosszúja még órákig a zátonyon volt, mielőtt végleg elhagyták, ami arra enged következtetni, hogy a legénység tagjainak volt idejük összegyűjteni dolgaikat. Ennek megfelelően a kutatók kevés ruhanemű felfedezésére számítanak, bár néhány darabot találtak. Eddig három réztű került elő egy olyan összecementálódott tömbből, mely egyben textildarabokat is tartalmazott. A tűk alakja egyenes, hegyük gömbben végződik. A ruhák kategóriájába tartozó leletek között vannak még gombok, kézelőgombok, ruhadíszek és övcsatok. Az egyetlen hangszer, amit eddig a kutatók találtak, egy doromb darabja, amely azonban egy nagyobb összecementálódott tömb része, és csak a röntgensugárzás mutatta ki.
Az Anna királynő bosszújáról több agyagból készült pipatöredék is előkerült. A készítésük jellegét megvizsgálva valamennyi Angliából származhat, de egyik darabon sem látható jel vagy utalás konkrét készítőjére. Ezért a kutatók két információból tudtak kiindulni: a pipafej alakjából és a furat átmérőjéből. Az előbbi adatok vizsgálata szerint három pipa 1690 és 1750 között készülhetett, míg egy negyedik korábban, 1680 és 1710 között. Az átmérőt összesen kilenc leleten tudták megmérni, és az eredmény szerint keletkezésük az 1680 és 1710 közötti időszakra datálható. A roncsból felhoztak még egy, a dohányzáshoz köthető tárgyat, mely a kutatók szerint egy tamper lehet. Az egyik vége kissé lekerekített, és barna foltos (ezt feltehetően az égő dohány okozta).
A roncsból kis mennyiségű aranyport sikerült a felszínre hozni, azonban pénzérméket nem találtak. Ez azt jelentheti, hogy a legénység minden értéket elhozott a süllyedő hajóról, és az, amit a kutatók felfedeztek, a mentés alatt véletlenül félreszórt, vagy a legénység elől rejtve maradt aranypor lehet. A legtöbb aranyat az egykori hajótat területén találták. A kutatók sohasem számoltak azzal, hogy sok értéket találnak a roncsban, a vitorlás pusztulásának körülményei miatt, az azonban tény, hogy a történelmi feljegyzések szerint körülbelül 20 fontnyi (kicsit több, mint 9 kg), Nyugat-Afrikából származó aranypor volt a La Concorde fedélzetén. A megvizsgált darabok belül 65-91% tisztaságúak, míg a külső rész a legtisztább, majdnem 100%-ban arany. Az ilyen arányok és különbségek a külső és a belső rétegek között a folyók hordalékában megtalálható aranyra jellemzőek, eredetét tekintve afrikai vagy amerikai lehet. Az értékesebbnek számító személyes tárgyak közé tartozik még több száz üveggyöngy, valamint két megmunkált aranydarab.

#### Idegen tárgyak
A hajóból előkerült néhány tárgy, mely a 18. század elejénél később keletkezhetett, ezért idegennek mondható. Jelenlétük az öbölbe történő bevándorlással vagy az ásatásokkal magyarázható, esetleg akkor kerülhettek oda, amikor a roncs ki volt téve a viharos időjárás viszontagságainak. Az ilyen, víz hordta törmelék, amely egyaránt kerülhetett ide a partról vagy a vihar által, azért ragadhatott meg a roncsban vagy annak közvetlen környezetében, mert az felfogta a tengervizet. A hajóroncsnál koránál idősebb tárgyak akkor kerülhettek oda, amikor a vitorlás már elsüllyedt, de a tengerfeneket alkotó homok néhány évig még nem lepte be.
A 2010 végéig feltárt idegen tárgyak közé tartoznak üvegek, egy kerámiapalack, egy konzervdoboz és egy ágyúgolyó. Egy horgászszerkezetet is találtak a helyszínen, mely az elmúlt néhány évtizedből származik. Jelenlétük egy olyan időszakra, esetleg időszakokra utal a 19. század végén és a 20. század elején, mely során a hajóroncs nyitva állt az ilyen „szennyeződések” számára, vagyis az üledék nem lepte el. Térképészeti bizonyíték szerint az egyik ilyen időszak 1927-ben volt, 1928-ban pedig a hajóroncsot elkezdte betemetni az üledék, és egészen az 1980-as évek elejéig védve maradt ily módon, amikor azonban ismét szabadra került.
Az egyik előkerült lelet egy zöld színű üvegpalack nyaka. Keletkezését az 1820-as évek vége és az 1870-es évek eleje közé teszik, bár tény, hogy az ilyen típusú üvegeket még széles körben használták a 20. században. Az ásatások megkezdése után nem sokkal, 1997-ben találtak egy henger alakú, a korrózió miatt már nagyon rossz állapotban megmaradt konzervdobozt. Egy épen maradt kerámiapalack is előkerült, melynek belsejébe egy parafadugó volt nyomva. Több mint valószínű, hogy eredetileg sört tároltak benne. Az ilyen típusú palackokat az 1820-as évektől gyártották egészen a 20. századig. Az idegen tárgyak kategóriájába tartoznak a természetes maradványok is, melyek tengerfenéki ásatások esetén kagylók, halcsontok és kavicsok lehetnek.

## AzAnna királynő bosszújaa modern kultúrában
Az Anna királynő bosszújáról több dal is szól, Queen Anne’s Revenge a címe a The Sean J. Kennedy Quartet jazzegyüttes egyik számának, mely egyben az album címadó dala lett. A Flogging Molly Whitin a Mile of Home című albumának egyik dala szintén ezt a címet viseli. A Percy Jackson és az olimposziak második kötetében Percy Jackson és Annabeth Chase egy Anna királynő bosszúja nevű hajón menekül meg a Circe’s Island-ról.
Az Anna királynő bosszúja A Karib-tenger kalózai című filmsorozat 2011-ben készült negyedik részében is szerepel. A Feketeszakáll zászlóshajójaként látható hajó, a HMS Sunset a sorozat előző két részében, a Holtak kincsében és A világ végén-ben Fekete Gyöngyként tűnt fel.